# レギュラーSHOW〜コリない2人〜
『レギュラーSHOW〜コリない2人〜』（レギュラーショー コリないふたり、Regular Show）は、アメリカ合衆国のテレビアニメ。カートゥーン ネットワークオリジナルシリーズのひとつ。プライムタイム・エミー賞ノミネート作品。原作者は『キャンプ・ラズロ』や『フラップジャック』に参加したアニメーターおよび脚本家のJ・G・クインテル。
アメリカ合衆国では現地のカートゥーン ネットワークで2010年9月6日から2017年1月16日まで放送された。

## 構想

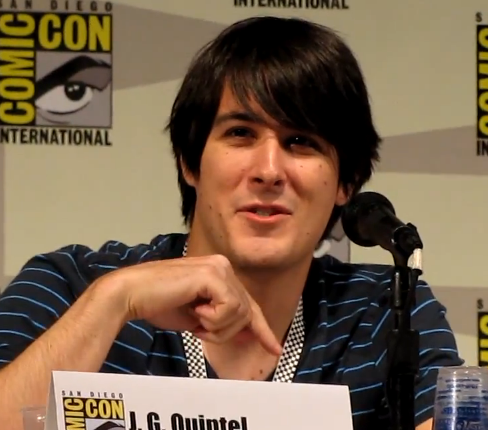
この番組の制作者にして、原語版のモーデカイの声を当てているJ.G.クィンテル。

レギュラーSHOWの大半は、J.G.クィンテルが人生（特に大学時代）を通じて経験してきたことが基になっている。この作品のキャラクターの大半は、クィンテルがカリフォルニア芸術大学在学時に製作した映画The Naive Man from Lolliland（2005年）と2 in the AM PM（2006年）が基になっている。いずれの作品も、帽子の中に入ったたくさんの言葉から一つを抜き出し、一週間以内にその単語から膨らませた映画を作る'48-hour films'というゲームの一環として作られたものである。
クィンテルの大学時代の同窓で同じくカートゥーン ネットワークに就職した者に Thurop Van Ormanとペンデルトン・ウォードがおり、Ormanとは en:The Marvelous Misadventures of Flapjack で、ウォードとは『アドベンチャー・タイム』でそれぞれ一緒だった。学業の傍ら、クィンテルは『キャンプ・ラズロ』の制作に携わり、『The Marvelous Misadventures of Flapjack』ではクリエイティブディレクターを務めた。その後、クィンテルはカートゥーン ネットワークから新しい放送枠の企画 Cartoonstitute に参加しないかと持ちかけられた。この放送枠では局の重役やフォーカステストの被験者の口出しなしに造られた短編映画を放送する予定だった。
クィンテルは自身の作品からキャラクターを抜き出して新しくつくりかえた上でパイロット版を制作した 。クィンテルは口で説明するよりも実際に見せた方がよく理解してもらえると考え、パイロット版のストーリーボードを描いて発表したところ、クレイグ・マクラッケンとロブ・レンゼッティから気に入られた。この番組のほかにSecret Mountain Fort Awesomeのスピンオフである『おっはよー!アンクル・グランパ』がのちにテレビシリーズとしてスタートしたが、Cartoonstitute 自体の企画が潰え、その放送枠は幻となった。カルアーツ時代につくられたモーデカイについてクィンテルは「大学時代に皆さんは友達とただ一緒に時間を過ごしたり、バカなことをやらかしたりするけど、真剣に物事を考える時代でもあります」と語っている。リグビーはクィンテルが描いたフラフープで遊ぶアライグマの落書きが基になっている。クィンテルはこのデザインを気に入り、モーデカイより無責任なキャラクター・リグビーに仕上げた。
番組制作をはじめるにあたり、クィンテルは若手のインディーズ・コミック作家の作風がこの番組に合うと考え、ふさわしい人物を探すべく、コンベンションや漫画家たちのブログをじっくり見て調べていき、その上で彼らを採用した。これらのブログやパネルはその漫画家の特色がよく表れているとクィンテルは話している。また、彼はカルアーツで開かれている8時間に及ぶ学生たちのアニメーションを扱った映画祭にも何度か足を運んでいる。この番組のスタイルはジョー・マレーの『ロッコーのモダンライフ』や『キャンプ・ラズロ』の制作を通じて得たものを自己流にアレンジしたとクィンテルは語っている。また、『ザ・シンプソンズ』や『BEAVIS AND BUTT-HEAD』といったアメリカのアニメのほかにも、イギリスのテレビ番組や『ストリートファイター』シリーズや『シャドウラン』、『トージャム&アール』といったクィンテルが幼少時に遊んだゲームも本作に影響を与えている。クィンテルは、カルアーツ時代のルームメイトを通じてen:The League of Gentlemen、『ハイっ、こちらIT課!』、『リトル・ブリテン』、『The Office』、en:The Mighty Booshといったテレビ番組の存在を知ったことがきっかけでイギリスの番組に興味を抱き、特にThe Mighty BooshはレギュラーSHOWのユーモアに影響を与えたとクィンテルは話している。
番組制作にはストーリーボードと手描きアニメーションが用いられ、一話分作るのにおよそ9か月かかっており、番組制作時、スタッフはいかにしてわざとらしくないシチュエーション・コメディのような雰囲気を作り出すのかという方法を見つけ出すのに苦労した
番組内のBGMはマーク・マザーズボーが作曲したオリジナル楽曲と、著作権の許諾がおりた楽曲がいくつか使われている。

### 日本での放送
日本ではカートゥーン ネットワークにて、2013年9月23日より「カートゥーン スペシャル」枠内で放送後、本放送を開始。公式ホームページでは「悪魔のジャン・ケン・ポン!!（原題：First Day）」を先行配信した。2019年9月30日深夜をもってカートゥーン ネットワークでの放送は終了し、以降はブーメランで放送されていたが、2021年7月5日よりカートゥーン ネットワークでの放送が復活し、CN NITE（カートゥーンナイト）にて新エピソードが日本語字幕版で放送されている。

## あらすじ
アオカケスのモーデカイとアライグマのリグビーの二人は親友であり共に二十歳を過ぎている。なんとか公園管理の仕事に就いたものの、彼らは働くことよりも遊ぶことかサボることばかり考えており、どうにかして仕事から逃げようとするのであった。そんな二人が予想もしないトラブルに見舞われたり、上司のベンソンに怒られたり、公園の仲間達と遊んだり等の日々を送る。

## 登場人物

### 公園の関係者
都市公園の職員（公園管理人）たちで、普段は園内の清掃や売店業務などを行っている。
リグビー（Rigby）
声：ウィリアム・サルヤーズ/小森創介
本作の主人公。モーデカイの親友であるアライグマ。モーデカイとは違い子供っぽい性格で、よくモーデカイの静止を無視して騒動を起こす。身体能力は低いが口が達者で、モーデカイやスキップに恋愛のアドバイスをする。
普段は二足歩行だが、走る時は四足歩行になる。卵アレルギー。
第229話と第230話で中退していた高校を卒業した。最終回でアンチキャンディを倒した後はモーデカイ共々公園管理人を引退。アイリーンと結婚し、家庭を持った。子供たちにコンピュータゲームの遊び方を教えており、働いているかどうかは不明。
日本語吹替版の一人称は「俺」。
モーデカイ（Mordecai）
声：J・G・クインテル/落合弘治
本作のもう一人の主人公。公園管理人を務めるアオカケス。良心的な性格で、非常識的な行動を取るリグビーを諫めることもあるが、結局はリグビーと一緒に怠けていることが多い。公園の事務所の一室で、リグビーと相部屋で暮らしている。
普段から園内カートで移動しているが、しばしばリグビーと共におもちゃのように扱い、それが原因でトラブルになる。過去に美術大学に通っていた経験がある。
マーガレットと交際していたが、シーズン4で彼女が大学進学を決意したため別れることになり、その影響で抑うつに陥った。その後、C.Jと交際を始めるが、C.Jとマーガレットが仲良くしている様子を見て緊張するなど、未練が残っているような素振りを見せる。
最終回でアンチキャンディを倒した後はリグビー共々公園管理人を引退し、単身ニューヨークに移ってアート制作を始める。その後個展を開いて成功を収め、そこで出会ったコウモリの女性と結婚し家庭を持つ。
日本語吹替版の一人称は「僕」。
キャンディ（Pops Maellard）
声：サム・マリン/佐藤晴男
頭がペロペロキャンディになっている男性。体幹に対して頭が大きい。公園のオーナーであるメイラードさんの息子で、ベンソンからは「坊っちゃん」と呼ばれている。純真で笑顔の絶えない人物だが騙されやすいタイプでもあり、言動は若干エキセントリック。滅多にトラブルを起こすことはないが、度々モーデカイらに同調してベンソンを困らせている。
ターメニータと名付けた空を飛べる白いオープンカーを所有している。彼の祖国では飴が通貨として使われていたため、財布に飴を入れる習慣がついている。
最終シーズンで念力によって生まれた｢宇宙の選ばれしもの｣であることが判明し、さらに宇宙の破壊を防ぐため、マルム・クラヌスを殺害するという使命を背負っていることも明かされた。
最終話で本名はメガ・クラヌスであることが明らかになった。マルム・クラヌスを倒すため彼を抱擁して太陽へ飛び込み、そのまま焼死した。戦死後は天国に住んでいる。
日本語吹替ではオカマ口調で喋り、一人称は「僕ちゃん」。
ベンソン（Benson）
声：サム・マリン/大川透
公園のマネージャーであるガムボール自動販売機で、モーデカイやリグビーたちの上司にあたる。怒ると体が赤くなる。特にモーデカイとリグビーの行動に頭を悩ませており、仕事をサボったり滅茶苦茶な行動を取る2人に「～しないとクビだぞ！」「バカどもめ」と説教をかます。
最終話で公園の所有者になり、パムと共に戻る。アップルソースだけでなく、さまざまな猫たちを採用する。
日本語吹替版の一人称は「私」。
スキップ（Skips）
声：マーク・ハミル/白熊寛嗣
公園管理人を務める老け顔の雪男で、1783年から働いている。公園の敷地内に建てた家で暮らしており、バンを所有している。また超常現象に詳しく、リグビー達が問題を起こした際には何かと頼りにされる。物の修理が得意だが、パソコンには疎い。
不老不死の力を保つために自分の誕生日には必ず踊りを踊らなければならないという掟に従っており、その掟を破ると死んでしまう。一度だけ恋をした女性とスキップをし、彼女の死後も常にスキップで移動する。以前は「ウォーク」という名前だった。
最終回で人生に満足し、整備士として新しいアルバイトをしながら、公園で働き続けている。
マッスルマン（Mitch "Muscle Man" Sorenstein）
声：サム・マリン/近藤浩徳
公園管理人を務める、緑色の肌をした小太りの男。変人で、自分を筋肉質だと思っている。「～するやつ知ってるか？俺のお袋！」が口癖。公園の敷地内に置いたトレーラーハウスで暮らしているが、中は汚い。セダンを所有しているが、その車内も汚い。
亡くなった父を尊敬しており、遺書の内容が周到すぎて、困った時には必ず読むほど。父の遺書を紛失したり、父を冒涜されると正気を失い、周囲の物を破壊する。
常にコンビを組んでいるやったねゴーストとは高校時代からの友人関係。
最終回で家に帰ると、3歳の娘がいることを発見する。また、スターラと結ばれ、多くの子供を設けた。
やったねゴースト（Hi-Five Ghost）
声：ジェフ・ベネット(第1シーズン)→J・G・クインテル/佐藤晴男
頭の上に手のひらが立ったお化けで、公園の管理人を務めている。両手は別にある。がんばれゴースト（Low-five Ghost）という兄がいる。
常にコンビを組んでいるマッスルマンとは高校時代からの友人関係。高校生の頃、マッスルマンがいる学校に転入してくるが、転校初日から周囲の注目を集めたことで人気者だったマッスルマンに疎まれ、カーレースで決着を付けることにした。しかし事故による大爆発で巨大な穴ができ、マッスルマンがそこに落ちそうになったところをやったねゴーストが助けたことで親友となった。
最終回ではセリアと結婚して子供を設け、二人組のDJとして共に世界を巡っている。
ニコライ（Nikolai）
声：ロジャー・クレイグ・スミス/白熊寛嗣
公園に見習い（インターン）としてやってきた赤毛のヤギ。公園では「トーマス（Thomas）」という名前で通していた。
普段から他の職員に度々面倒事を押し付けられた挙げ句、見習い制度の金銭負担が大きいとしてベンソンにクビにされそうになるが、公園の創立者の像をライバル公園から盗まれた際に奪還作戦の指揮を執り、周囲に認められるようになる。

### 周辺人物
マーガレット（Margaret Smith）
声：ジェイニー・ハダッド/植竹香菜
モーデカイの片思いの相手である赤いコマドリで、公園の近くのカフェでウェイトレスとして働いている。母デニスのほか、親戚はみな赤いコマドリだが、父のフランクだけ人間である。
大学へ進学するためモーデカイとの交際は終わった。
初登場は原語版の"Caffeinated Concert Tickets"。一時期、シーズン4の最終回"Steak Me Amadeus"～シーズン6の"Eileen Flat Screen"まで登場しなかった。
アイリーン（Eileen）
声：ミンティ・ルイス/鷄冠井美智子
マーガレットの同僚である眼鏡をかけたモグラの少女(尻尾が後ろに隠れていて、ほぼ人間)。リグビーに恋をしている。手先が器用なほど、もの作りに対して厚く、完成度の高い才能を持つ腕利き。ジョアンという、高飛車で気まぐれな典型的お嬢様ルームメイトのこだわりに悩んだこともあった。アヒルアレルギー持ち。
初登場は原語版の"Brain Eraser"。
クラウディ・J（Cloudy. J）
声：リンダ・カーデリーニ/高橋李依
シーズン5から加わった、雲の姿をしたポニーテールの女性。通称「CJ（シージェイ）」。アクティブな性格で、面白い事が好き。アイリーンと一緒にいることが多い。怒ると巨大な雨雲になる。
モーデカイとはリグビーが勝手に登録した出会い系サイトを通じて知り合い、それ以降友達以上恋人未満の関係を続けている。のちに仮装パーティーでモーデカイと出会い、ドッジボールチームの相手メンバーとして再会した。
モーデカイがマッスルマンの結婚式で余計なスピーチをしたため機嫌を悪くし、その後しばらく会わないことになった。
メイラードさん（Mr. Maellard）
声：デヴィッド・オグデン・スティアーズ 
キャンディの父で、公園のオーナー。ベンソンの上司に当たるが、しばしばベンソンを間違った名前で呼ぶ。公園に来る度にモーデカイとリグビーがふざけているのを目撃し、ベンソンを厳しく叱りつける。元々は自身が公園のマネージャを務めており、息子のキャンディに後を継がせるつもりでいたが、適任ではないと考え、結局新たに雇ったベンソンに任せた。
原語版で"Dizzy"に初登場する。
スターラ（Starla Gutsmandottir）
声：コートニー・テイラー
マッスルマンの恋人で、マッスルマンと見た目が似ている。

### サブキャラクター
世界の破壊者（Destroyer of Worlds）
声：マーク・ハミル
『楽しい「イス並べ」』に登場。古いゲーム機の中から現れたゲームキャラ。世界を破滅させるため現実世界を破壊する。
ゲイリー（Gary）
声：ロビン・アトキン・ダウネス
『永遠の若さの守護者たち』の使者。
ジョーンズとバリー（Jones and Barry）
声：マーク・ハミル（ジョーンズ）/スティーブ・ブルーム（バリー）
『宇宙飛行士の真実』に登場する宇宙飛行士。ジョーンズは濃いグレーの髪。IDカードには誕生日が1956年5月8日であることが記載されている。バリーは茶髪で口髭がある。
ドン（Don）
声：ジュリアン・ディーン
『リグビーのきょうだい』に登場。会計士をしているリグビーの弟。赤いオープンカーに乗っており、顔はリグビーと瓜二つだが、体型は筋肉質で背が高い。公園の税申告に不正が見つかり、急いで再申告を行うためにモーデカイに呼ばれて公園にやってくる。
明るく誰からも好かれる性格で、兄であるリグビーを慕っている。幼少期よりあらゆる面において兄よりも優れており、その事がリグビーの長年のコンプレックスになっていた。ハグをするのが好き。なお、計算能力のある人物が重用される傾向にあるアメリカにおいて、会計士は医者や弁護士と並んで人々から尊敬される職業の一つである。
ボディビルダー（Bodybuilder）
声：ジェフ・ベネット
『逃げ出したリグビーの体』に登場。身体を鍛えすぎたために自分の体を失い、リグビーの体を奪おうとする。
時の翁（Father Time）
声：アラン・スクラー
『やきもちモーデカイ』に登場。体は時計で構成されており、紫の帽子をかぶっている。彼がいる次元には本人にしか見えないものがある。モーデカイが時計を電子レンジにかけたため、モーデカイとリグビーは彼の次元に飛ばされることになった。
スーザン（Susan）
声：エイプリル・スチュアート
『さよなら、ベンソン』に登場。ベンソンの後任者として公園の管理人に就任した女性。
ピープス（Peeps）
声：リチャード・マクゴナグル
『恐怖の目玉』に登場。ベンソンが契約した怠け者監視システム。最高レベルは巨大な目玉で、契約対象を死ぬまで追従・監視する。
が、リグビーのレーザーポインターで網膜を焼かれ失明してしまった。
デビット・ホビー・ギャレット（Garrett Bobby Ferguson）
声：サム・マリン
『リスペクトされたい!!』に登場。『骨折ゲーム』の宇宙記録保持者。『でっかいひげ顔』と呼ばれる。
死神（Death）
声：ジュリアン・ホロウェイ
『ウデズモー・デスマッチ開戦!』に初登場。スキップのライバル。300歳の息子のトーマスがいる。
Chong
声：サム・マリン
『破滅のゲームとベンソンの涙』に登場。ホッケーゲームにおけるベンソンの宿敵。
ダグ・ウリフターツ・サブロウスキ (Doug Shablowski)
声：ロジャー・クレイグ・スミス
『本物のリグビーはどっち！？』に登場。カワウソ。リグビーに成りかわろうとする。
オードリー（Audrey）
声：コートニー・テイラー
ベンソンと同じアパートに住む女性。ベンソンの向かいの部屋に住んでおり、彼のためにホームパーティを開いた。
ブロース・チラックスタン（Broseph Chillaxton）
声：ロビン・アトキン・ダウネス
『クールなふたり』に登場。銀河系イケテル裁判所の判事。
テクモ（Techmo）
声：スティーブ・ブルーム/大川透
右腕が義手の男性。初登場ではパソコンの修理屋、『過去は竜巻に乗って』では竜巻ハンターになっている。前は「サムソン」という名前で1783年にスキップに腕を直してもらい、その後機械製の腕になっている。
ドゥーマゲドン（Doom Ma Geddon）
声：スティーブ・ブルーム
『必殺修理人、スキップ』に登場。エラー220に扮していたがその正体はネットを支配するコンピューターウイルスであり、テクモの体を乗っ取る。動きが素早く「物をデジタル化してキューブにする」「無機物や立体の形を出現させて武器にする」能力を持つ。モーデカイとリグビーが本体であるパソコンのファイルを多く起動させてスピードを落とし、スキップからハンマーを当てられ倒された。
クローグベイン（Klorgbane the Destroyer）
声：トロイ・ベイカー
『正義の鉄拳』に登場。「永遠の若さの守護者たち」の敵。157年毎に地球を訪れる。
アヒルちゃん（Baby Ducks）
『ごきげんなアヒルちゃんたち』で初登場。公園の噴水に住み着いていた4匹のアヒル。噴水を掃除した際にリグビーをママだと思い込み、彼のマネをした結果他の動物達に攻撃を加えるなど迷惑をかける。その後アヒルハンターに捕まるが、助けに来た母親の危機に合体して、チョップでハンターを両断した。
『アヒルちゃんたち、出動!!』では、公園に現れたカモを懲らしめてもらうべくモーデカイから電話を受けるが、レーザーが苦手と教えただけだった。モーデカイとリグビーがその通りにするも効き目が無く、見かねて助けに現れ、再び合体して合体したカモと戦うが敗れる。モーテガイとリグビーの助けでパワーアップし、合体カモを倒した。
セリア（Celia）
声：/森千晃
やったねゴーストの恋人。4年前にゴーストに出会い、彼と気があった事でデートし、4年後に再会を約束して手紙を送る。

### 敵
アンチキャンディ/マルム・クラヌス（Anti-Pops/Malum Kranus）
最終シーズンより登場した敵。キャンディの兄。
キャンディに似ているが、自身の周り真っ黒で、瞳孔なく完全に白く光っている。黒いマントに加えて稲妻の形を口髭と鋭い歯の顎髭を持っている。残忍かつ好戦的な性格からすべてを支配し彼を殺害運命にあるキャンディを殺害したい。
最終話では宇宙にキャンディと激戦する。モーデカイとリグビー以外のほぼ全員を消滅される。勝利に近づくが、彼を抱くしたキャンディよって取り組み。その後、性格に対する反省を示している前に太陽にキャンディと共に消滅した。
ナタリア（Natalia）
『The Real Thomas』より登場した敵。
ロシアの女性スパイであり、冷酷かつ残忍な性格も持っている。
本名「ナタリー」と呼ばれ、学校先生であると言い、スタッフに公園でデートを案内している間、唯一の仕事は邪魔にならないようにすること発表する。しかしモーデカイ達がベンソンを助ける前にベンソンに手錠をかけ、秘密部に押し込む。
ロシアのスパイであり、公園のスタッフの1人がそこで2年間秘密裏に働いていた説明する。モーデカイ達も殺害そうが、最期は彼女を裏切ったニコライを襲撃り、ヘリコプターから落ちてクジラに食殺された。

## スタッフ

### 制作スタッフ
- 原作 / 監督 - J・G・クインテル
- クリエイティブディレクター - マイク・ロス（シーズン1）、ジョン・インファンティーノ（シーズン2 - ）
- アートディレクター - ポーラ・スペンス
- キャラクターデザイン - ベン・アダムス、J・G・クインテル（パイロット版、「悪魔のジャン・ケン・ポン!!」）
- キャスティング / 音声監督 - クリス・ジマーマン・ソルター
- 音楽 - マーク・マザーズボー
- スーパーバイジングプロデューサー - クリス・リカルディ（シーズン1）、マイク･ロス（シーズン2 - ）
- プロデューサー - ジャネット・ダイモン
- アニメーション制作 - カートゥーン ネットワーク・スタジオ
- アニメーション協力 - セロム・アニメーション、ハンホ興業
- 製作 - カートゥーン・ネットワーク

### 日本語版スタッフ
日本語吹替版
- 演出 - 嶋澤みどり
- 翻訳 - 峯間貴子
- 調整 - 天野龍洋
- 制作 - 尾澤美牧
- プロデューサー - 岡田由里子
- 日本語版制作 - カートゥーン ネットワーク、ハーフ エイチ・ピー スタジオ

日本語字幕版
- 字幕翻訳 - 平井かおり、大城弥生
- 字幕制作 - ハーフ エイチ・ピー スタジオ

## エピソード
海外と日本では話数が異なる。

### 第1シーズン（2010年）
| 話数（日） | 話数（米） | サブタイトル                    | 原題                        | 脚本&絵コンテ                                             |
| ---------- | ---------- | ------------------------------- | --------------------------- | --------------------------------------------------------- |
| 7          | 1          | 魔法のキーボード                | The Power                   | J・G・クインテル                                          |
| 8          | 2          | 楽しい「イス並べ」              | Just Set Up the Chairs      | ショーン・セレス、シオン・タケウチ                        |
| 151        | 3          | カフェイン注入                  | Caffeinated Concert Tickets | J・G・クインテル、マイク・ロス                            |
| 53         | 4          | デス・パンチで勝負!             | Death Punchies              | J・G・クインテル、マイク・ロス ジェイク・アームストロング |
| 10         | 5          | 無料のバースデーケーキ!         | Free Cake                   | カット・モリス、ポール・スカーレイタ                      |
| 153        | 6          | ホットドッグの運命              | Meat Your Maker             | ショーン・セレス、シオン・タケウチ                        |
| 14         | 7          | 宇宙飛行士の真実                | Grilled Cheese Deluxe       | ショーン・セレス、シオン・タケウチ                        |
| 152        | 8          | ユニコーン軍団 現る             | The Unicorns Have Got to Go | カット・モリス、ポール・スカーレイタ                      |
| 154        | 9          | イタズラ電話マスター            | Prank Callers               | J・G・クインテル、マイク・ロス ケント・オズボーン         |
| 54         | 10         | リグビーのきょうだい            | Don                         | J・G・クインテル、カット･モリス ベントン・コナー          |
| 9          | 11         | 逃げ出したリグビーの体          | Rigby's Body                | J・G・クインテル、マイク・ロス                            |
| 4          | 12         | バンド結成!!モーデカイ&リグビー | Mordecai and the Rigbys     | ショーン・セレス、シオン・タケウチ                        |

### 第2シーズン（2010年 - 2011年）
| 話数 （日通算） | 話数 （米通算） | 話数（米） | サブタイトル                 | 原題                  | 脚本&絵コンテ                                             |
| --------------- | --------------- | ---------- | ---------------------------- | --------------------- | --------------------------------------------------------- |
| 11              | 13              | 1          | 悪魔のタクシーの悪夢         | Ello Gov'nor          | ショーン・セレス、シオン・タケウチ                        |
| 15              | 14              | 2          | やきもちモーデカイ           | It's Time             | ベントン・コナー、カルヴァン・ウォン                      |
| 3               | 15              | 3          | 公園日誌を書きかえろ!!       | Appreciation Day      | カット・モリス、ポール・スカーレイタ                      |
| 12              | 16              | 4          | 恐怖の目玉                   | Peeps                 | ベントン・コナー、カルヴァン・ウォン                      |
| 17              | 17              | 5          | キャンディのくるくるワールド | Dizzy                 | ショーン・セレス、シオン・タケウチ                        |
| 155             | 18              | 6          | 俺のおふくろ                 | My Mom                | カット・モリス                                            |
| 6               | 19              | 7          | リスペクトされたい!!         | High Score            | ショーン・セレス                                          |
| 82              | 20              | 8          | ハンマーをやっつけろ!        | Rage Against the TV   | J・G・クインテル、マイク・ロス ジョン・インファンティーノ |
| 156             | 21              | 9          | パーティー・ピート           | Party Pete            | ベントン・コナー、カルヴァン・ウォン                      |
| 157             | 22              | 10         | モーデカイの記憶             | Brain Eraser          | カット・モリス                                            |
| 18              | 23              | 11         | さよなら、ベンソン           | Benson Be Gone        | ジョン・インファンティーノ                                |
| 158             | 24              | 12         | お金を返せ!                  | But I Have a Receipt  | カット・モリス、ミンティ・ルイス                          |
| 13              | 25              | 13         | 思い出のサマータイム・ソング | This Is My Jam!       | ショーン・セレス                                          |
| 159             | 26              | 14         | マッスルウーマン             | Muscle Woman          | ベントン・コナー、カルヴァン・ウォン                      |
| 16              | 27              | 15         | 本物のリグビーはどっち!?     | Temp Check            | ベントン・コナー、カルヴァン・ウォン                      |
| 160             | 28              | 16         | 危険なゲーム                 | Jinx                  | ショーン・セレス、ヘンリー・ユー                          |
| 19              | 29              | 17         | 仕返しは倍返し!              | See You There         | J・G・クインテル                                          |
| 20              | 30              | 18         | 頼みごとにはご用心!          | Do Me a Solid         | カット・モリス、ミンティ・ルイス                          |
| 161             | 31              | 19         | ホラー映画ナイト             | Grave Sights          | ベントン・コナー、カルヴァン・ウォン                      |
| 31              | 32              | 20         | マジでリアルなプロレス       | Really Real Wrestling | ショーン・セレス                                          |
| 21              | 33              | 21         | ウデズモー・デスマッチ開戦!  | Over the Top          | ベントン・コナー、カルヴァン・ウォン                      |
| 162             | 34              | 22         | ヴィンテージカー争奪戦       | The Night Owl         | カット・モリス、ミンティ・ルイス                          |
| 2               | 35              | 23         | ごきげんなアヒルちゃんたち   | A Bunch of Baby Ducks | カット・モリス、ミンティ・ルイス                          |
| 22              | 36              | 24         | アホに乾杯!                  | More Smarter          | カルヴァン・ウォン、ベントン・コナー                      |
| 1               | 37              | 25         | 悪魔のジャン・ケン・ポン!!   | First Day             | J・G・クインテル                                          |
| 163             | 38              | 26         | おもしろ動画対決             | Go Viral              | ベントン・コナー、カルヴァン・ウォン                      |
| 164             | 39              | 27         | スカンク男に変身!?           | Skunked               | J・G・クインテル、ショーン・セレス                        |
| 165             | 40              | 28         | カラオケ・ナイト!            | Karaoke Video         | ショーン・セレス、デニス・メスナー                        |

### 第3シーズン（2011年 - 2012年）
| 話数 （日通算） | 話数 （通算） | 話数 | サブタイトル                               | 原題                                                                      | 脚本&絵コンテ                                                                        |
| --------------- | ------------- | ---- | ------------------------------------------ | ------------------------------------------------------------------------- | ------------------------------------------------------------------------------------ |
| 5               | 41            | 1    | 破滅のゲームとベンソンの涙                 | Stick Hockey                                                              | ショーン・セレス、カット・モリス                                                     |
| 76              | 42            | 2    | 金髪クラブへようこそ                       | Bet to Be Blonde                                                          | ベントン・コナー、カルヴァン・ウォン                                                 |
| 23              | 43            | 3    | 魂のボウリング大会                         | Skips Strikes                                                             | ベントン・コナー、カルヴァン・ウォン                                                 |
| 166–167         | 44–45         | 4–5  | 人形の呪い/トレーラーの悲劇/魔法使いの呪い | Terror Tales of the Park (Creepy Doll/Death Metal Crash Pit/In the House) | J・G・クインテル、ベン・アダムス アンドレス・サラフ、ショーン・セレス カット・モリス |
| 168             | 46            | 6    | 秘密のキャンプ                             | Camping Can Be Cool                                                       | ショーン・セレス、カット・モリス                                                     |
| 24              | 47            | 7    | バスケの神様対決!                          | Slam Dunk                                                                 | アンドレス・サラフ、トビー・ジョーンズ                                               |
| 25              | 48            | 8    | クールなふたり                             | Cool Bikes                                                                | ベントン・コナー、カルヴァン・ウォン                                                 |
| 169             | 49            | 9    | ハウス・ルール                             | House Rules                                                               | ジョン・インファンティーノ、アンドレス・サラフ                                       |
| 26              | 50            | 10   | キャンディの友情の詩                       | Rap It Up                                                                 | ショーン・セレス、カット・モリス                                                     |
| 27              | 51            | 11   | ナンパ必勝法                               | Cruisin'                                                                  | ベントン・コナー、カルヴァン・ウォン                                                 |
| 28              | 52            | 12   | マッスルマンと落書き                       | Under the Hood                                                            | アンドレス・サラフ、トビー・ジョーンズ                                               |
| 29              | 53            | 13   | ベンソンのホットな週末                     | Weekend at Benson's                                                       | ベントン・コナー、ヒラリー・フロリド                                                 |
| 30              | 54            | 14   | 幸運の横取り                               | Fortune Cookie                                                            | ベントン・コナー、ヒラリー・フロリド カルヴァン・ウォン                              |
| 170             | 55            | 15   | ベンソンの怒り                             | Think Positive                                                            | ショーン・セレス、カット・モリス                                                     |
| 32              | 56            | 16   | 必殺修理人、スキップ                       | Skips vs. Technology                                                      | カルヴァン・ウォン、トビー・ジョーンズ                                               |
| 35              | 57            | 17   | 絶対消したいメッセージ                     | Butt Dial                                                                 | ショーン・セレス、カット・モリス                                                     |
| 33              | 58            | 18   | 禁断の大食いチャレンジ!                    | Eggscellent                                                               | J・G・クインテル                                                                     |
| 171             | 59            | 19   | 腹タレ・デビュー!                          | Gut Model                                                                 | ショーン・セレス、カット・モリス                                                     |
| 34              | 60            | 20   | 友情のグローブ                             | Video Game Wizards                                                        | ベントン・コナー、ヒラリー・フロリド                                                 |
| 175             | 61            | 21   | 宝くじ大当選!?                             | Big Winner                                                                | ベントン・コナー、ヒラリー・フロリド                                                 |
| 83              | 62            | 22   | 百年に一度のウルトラバーガー               | The Best Burger in the World                                              | アンドレス・サラフ                                                                   |
| 172             | 63            | 23   | 新人を追い出せ                             | Replaced                                                                  | J・G・クインテル、マイク・ロス ジョン・インファンティーノ                            |
| 36              | 64            | 24   | ネームチェンジはコリゴリ!                  | Trash Boat                                                                | ベントン・コナー、ヒラリー・フロリド                                                 |
| 37              | 65            | 25   | 正義の鉄拳                                 | Fists of Justice                                                          | アンドレス・サラフ                                                                   |
| 38              | 66            | 26   | 友達以上?                                  | Yes Dude Yes                                                              | ショーン・セレス、カット・モリス                                                     |
| 39              | 67            | 27   | エクストリーム・レースを走れ!              | Busted Cart                                                               | ベントン・コナー、ヒラリー・フロリド                                                 |
| 173             | 68            | 28   | ベッドタイムは8時                          | Dead at Eight                                                             | カルヴァン・ウォン、トビー・ジョーンズ                                               |
| 41              | 69            | 29   | マーガレットと踊りたい!                    | Access Denied                                                             | ショーン・セレス、カット・モリス                                                     |
| 174             | 70            | 30   | マッスルマンの鬼指導                       | Muscle Mentor                                                             | アンドレス・サラフ                                                                   |
| 40              | 71            | 31   | 世界一の親父                               | Trucker Hall of Fame                                                      | カルヴァン・ウォン、トビー・ジョーンズ                                               |
| 42              | 72            | 32   | 最後のお願い                               | Out of Commission                                                         | カルヴァン・ウォン、トビー・ジョーンズ                                               |
| 43              | 73            | 33   | 上品すぎるレストラン                       | Fancy Restaurant                                                          | カルヴァン・ウォン、トビー・ジョーンズ                                               |
| 44              | 74            | 34   | マーガレットの日記帳                       | Diary                                                                     | アンドレス・サラフ、マデライン・クェリペル                                           |
| 178             | 75            | 35   | 世界一のビデオ                             | The Best VHS in the World                                                 | カルヴァン・ウォン、トビー・ジョーンズ                                               |
| 177             | 76            | 36   | もうイタズラはしない                       | Prankless                                                                 | ベントン・コナー、ヒラリー・フロリド                                                 |
| 176             | 77            | 37   | デス・ベアー                               | Death Bear                                                                | ショーン・セレス、カット・モリス                                                     |
| 179             | 78            | 38   | 奪われたサイコロ                           | Fuzzy Dice                                                                | アンドレ・サラフ、マデライン・クェリペル                                             |
| 45              | 79            | 39   | ドーナツ・シュガー・ハイ                   | Sugar Rush                                                                | ベントン・コナー、ヒラリー・フロリド                                                 |
| 180             | 80            | 40   | 初めてのキス                               | Bad Kiss                                                                  | ショーン・セレス、カット・モリス                                                     |

### 第4シーズン（2012年 - 2013年）
| 話数 （日通算） | 話数 （通算） | 話数  | サブタイトル                     | 原題                                                          | 脚本&絵コンテ |
| --------------- | ------------- | ----- | -------------------------------- | ------------------------------------------------------------- | ------------- |
|                 | 81–82         | 1–2   |                                  | Exit 9B                                                       |               |
| 47              | 83            | 3     | 見習いくん、トーマス             | Starter Pack                                                  |               |
| 181–182         | 84–85         | 4–5   | 車中で怖～い話                   | Terror Tales of the Park II (Payback/Party Bus/Wallpaper Man) |               |
| 183             | 86            | 6     | パイの審査は甘くない             | Pie Contest                                                   |               |
| 46              | 87            | 7     | 伝説のドラム・ソロ               | 150-piece Kit                                                 |               |
| 184             | 88            | 8     | 髪の毛がない!                    | Bald Spot                                                     |               |
| 48              | 89            | 9     | 男子会～!                        | Guy's Night                                                   |               |
| 49              | 90            | 10    | 筋肉リグビー                     | One Pull Up                                                   |               |
|                 | 91–92         | 11–12 |                                  | The Christmas Special                                         |               |
| 50              | 93            | 13    | 伝説のパーティー                 | T.G.I. Tuesday                                                |               |
| 185             | 94            | 14    | 国境の南へ                       | Firework Run                                                  |               |
| 51              | 95            | 15    | 愛の試練                         | The Longest Weekend                                           |               |
| 55              | 96            | 16    | デス・サンドイッチの呪い         | Sandwich of Death                                             |               |
| 186             | 97            | 17    | エースの復活                     | Ace Balthazar Lives                                           |               |
| 73              | 98            | 18    | キケンな愛の賭け                 | Do or Diaper                                                  |               |
| 56              | 99            | 19    | かんちがいダジャレ王             | Quips                                                         |               |
| 84              | 100           | 20    | ケイブマンの幸せ                 | Caveman                                                       |               |
| 57              | 101           | 21    | 大脱走!伝説のTVスター            | That's My Television                                          |               |
| 52              | 102           | 22    | アヒルちゃんたち、出動!          | A Bunch of Full Grown Geese                                   |               |
| 90              | 103           | 23    | 過酷なテレビ番組に挑め!          | Fool Me Twice                                                 |               |
| 58              | 104           | 24    | リムジン破壊レース!              | Limousine Lunchtime                                           |               |
| 85              | 105           | 25    | マーガレットを迎えに行かなくちゃ | Picking Up Margaret                                           |               |
| 59              | 106           | 26    | スターラに捧げる歌               | K.I.L.I.T. Radio                                              |               |
| 60              | 107           | 27    | 勝負のドーナツ・ターン!          | Carter and Briggs                                             |               |
| 61              | 108           | 28    | 危険なストレス                   | Skips' Stress                                                 |               |
| 62              | 109           | 29    | ヒエヒエ・トーマス!              | Cool Cubed                                                    |               |
| 63              | 110           | 30    | トレーラーは渡さない!            | Trailer Trashed                                               |               |
| 86              | 111           | 31    | 脱!友達ゾーン                    | Meteor Moves                                                  |               |
| 64              | 112           | 32    | オトコの真剣勝負!                | Family BBQ                                                    |               |
| 187             | 113           | 33    | レーザーディスク戦争             | The Last Laserdisc Player                                     |               |
| 188             | 114           | 34    | お金持ちに立ち向かえ             | Country Club                                                  |               |
| 65              | 115           | 35    | 信頼への道のり                   | Blind Trust                                                   |               |
| 89              | 116           | 36    | 世界一のボス                     | World's Best Boss                                             |               |
| 189             | 117           | 37    | 命懸けの早食い対決               | Last Meal                                                     |               |
| 66              | 118           | 38    | マッスルマンの悪夢               | Sleep Fighter                                                 |               |
| 190             | 119           | 39    | パーティー・ピート 再び          | Party Re-Pete                                                 |               |
| 87              | 120           | 40    | 運命の告白                       | Steak Me Amadeus                                              |               |

### 第5シーズン（2013年 - 2014年）
| 話数 （日通算） | 話数 （通算） | 話数  | サブタイトル                     | 原題                                                                                  | 脚本&絵コンテ |
| --------------- | ------------- | ----- | -------------------------------- | ------------------------------------------------------------------------------------- | ------------- |
| 191             | 121           | 1     | 悲しみのセーター                 | Laundry Woes                                                                          |               |
| 77              | 122           | 2     | シルバーマンに負けるな!          | Silver Dude                                                                           |               |
| 67              | 123           | 3     | 未来から来た賞金稼ぎ             | Benson's Car                                                                          |               |
| 68              | 124           | 4     | 肉にくブリトーください           | Every Meat Burritos                                                                   |               |
| 74              | 125           | 5     | 壁友くんにお任せ!                | Wall Buddy                                                                            |               |
| 69              | 126           | 6     | 過去は竜巻に乗って               | A Skips in Time                                                                       |               |
| 71              | 127           | 7     | トルティーヤでサバイバル         | Survival Skills                                                                       |               |
|                 | 128–129       | 8–9   |                                  | Terror Tales of the Park III (Killer Bed/Jacked-Up Jack-o-Lantern/The Previous Owner) |               |
| 70              | 130           | 10    | 友情のタンツ                     | Tants                                                                                 |               |
| 75              | 131           | 11    | 幻のバンクショット               | Bank Shot                                                                             |               |
| 78              | 132           | 12    | ムキムキ大会                     | Power Tower                                                                           |               |
|                 | 133–134       | 13–14 |                                  | The Thanksgiving Special                                                              |               |
| 79              | 135           | 15    | ティミーのために                 | The Heart of a Stuntman                                                               |               |
| 88              | 136           | 16    | 新年のキスを阻止せよ!            | New Year's Kiss                                                                       |               |
| 93              | 137           | 17    | 恋のドッジボール                 | Dodge This                                                                            |               |
| 94              | 138           | 18    | 仮設トイレ危機一髪!              | Portable Toilet                                                                       |               |
| 92              | 139           | 19    | やったねゴーストの恋             | The Postcard                                                                          |               |
| 80              | 140           | 20    | スカイダイビングでブリトーを!    | Rigby in the Sky with Burrito                                                         |               |
| 72              | 141           | 21    | あばよ!クラッシュ・ピット        | Journey to the Bottom of the Crash Pit                                                |               |
| 96              | 142           | 22    | 時計の針を戻したら               | Saving Time                                                                           |               |
| 81              | 143           | 23    | ロックンロール・アンダーワールド | Guitar of Rock                                                                        |               |
|                 | 144–145       | 24–25 |                                  | Skips' Story                                                                          |               |
| 192             | 146           | 26    | バンド再結成                     | Return of Mordecai and the Rigbys                                                     |               |
| 91              | 147           | 27    | ベンソンの肖像画                 | Bad Portrait                                                                          |               |
| 95              | 148           | 28    | やりすぎミュージックビデオ       | Video 101                                                                             |               |
| 100             | 149           | 29    | 好きと言えなくて…                | I Like You Hi                                                                         |               |
| 101             | 150           | 30    | あの世で子守デート               | Play Date                                                                             |               |
| 97              | 151           | 31    | リグビー名誉挽回!?               | Expert or Liar                                                                        |               |
| 106             | 152           | 32    | ゴキゲンな波に乗って             | Catching the Wave                                                                     |               |
| 98              | 153           | 33    | どうしても欲しい金時計           | Gold Watch                                                                            |               |
| 102             | 154           | 34    | ステルス社の陰謀                 | Paint Job                                                                             |               |
| 103             | 155           | 35    | メイラードさんの誕生日           | Take the Cake                                                                         |               |
| 104             | 156           | 36    | スキップのカノジョ探し           | Skips in the Saddle                                                                   |               |
| 105             | 157           | 37    | トーマス潜入せよ!                | Thomas Fights Back                                                                    |               |
| 99              | 158           | 38    | 独身さよならパーティー!          | Bachelor Party! Zingo!!                                                               |               |
| 108             | 159           | 39    | テントを買わなくちゃ!            | Tent Trouble                                                                          |               |
| 107             | 160           | 40    | ホントのデート                   | Real Date                                                                             |               |

### 第6シーズン（2014年 - 2015年）
| 話数 (日通算) | 話数 (通算) | 話数  | サブタイトル                   | 原題                                                                         | 脚本&絵コンテ |
| ------------- | ----------- | ----- | ------------------------------ | ---------------------------------------------------------------------------- | ------------- |
| 109           | 161         | 1     | モーデカイのお母さん           | Maxin' and Relaxin'                                                          |               |
| 110           | 162         | 2     | 出会いはライバル               | New Bro on Campus                                                            |               |
| 111           | 163         | 3     | ミニゴルフ対決!CJvsパパ        | Daddy Issues                                                                 |               |
|               | 164–165     | 4–5   |                                | Terror Tales of the Park IV (The Hole/Unfinished Business/Scary Movie Night) |               |
| 113           | 166         | 6     | マッスルマン最後の日           | The End of Muscle Man                                                        |               |
| 112           | 167         | 7     | 背中で勝負!                    | Lift With Your Back                                                          |               |
| 116           | 168         | 8     | アイリーンの薄型テレビ         | Eileen Flat Screen                                                           |               |
|               | 169–170     | 9–10  |                                | The Real Thomas                                                              |               |
| 117           | 171         | 11    | 復讐のプレゼント交換           | The White Elephant Gift Exchange                                             |               |
| 118           | 172         | 12    | ヤドリギの下で                 | Merry Christmas Mordecai                                                     |               |
| 119           | 173         | 13    | 悲しきサックス奏者             | Sad Sax                                                                      |               |
| 115           | 174         | 14    | ベンソン救出作戦               | Park Managers' Lunch                                                         |               |
| 114           | 175         | 15    | 目覚めたら そこは…             | Mordecai and Rigby Down Under                                                |               |
| 193           | 176         | 16    | 金欠カップル                   | Married and Broke                                                            |               |
| 120           | 177         | 17    | ウミガメを救え!                | I See Turtles                                                                |               |
| 121           | 178         | 18    | 大戦争勃発!                    | Format Wars II                                                               |               |
| 194           | 179         | 19    | 誕生日の歌コンテスト           | Happy Birthday Song Contest                                                  |               |
| 122           | 180         | 20    | ベンソンのスーツ               | Benson's Suit                                                                |               |
| 123           | 181         | 21    | 不滅のゲーマー                 | Gamers Never Say Die                                                         |               |
| 124           | 182         | 22    | 1000回目のフライト             | 1000th Chopper Flight Party                                                  |               |
| 125           | 183         | 23    | 地球を救え! パーティー・ホース | Party Horse                                                                  |               |
| 126           | 184         | 24    | 制服大作戦                     | Men in Uniform                                                               |               |
| 130           | 185         | 25    | 広すぎるホームセンター         | Garage Door                                                                  |               |
|               | 186–187     | 26–27 |                                | Brilliant Century Duck Crisis Special!                                       |               |
| 127           | 188         | 28    | 散々なダブルデート             | Not Great Double Date                                                        |               |
| 131           | 189         | 29    | デス・コンドーの教え           | Death Kwon Do-Livery                                                         |               |
| 132           | 190         | 30    | 果てしないランチタイム         | Lunch Break                                                                  |               |
| 128           | 191         | 31    | マッスルマンの結婚式           | Dumped at the Altar                                                          |               |

### 第7シーズン（2015年 - 2016年）
| 話数 （日通算） | 話数 （通算） | 話数  | サブタイトル               | 原題                                                                    | 脚本&絵コンテ |
| --------------- | ------------- | ----- | -------------------------- | ----------------------------------------------------------------------- | ------------- |
| 129             | 192           | 1     | 世捨て人の町               | Dumptown U.S.A.                                                         |               |
| 133             | 193           | 2     | 公園管理人賞               | The Parkie Awards                                                       |               |
| 134             | 194           | 3     | クビになるのはどっち?      | The Lunch Club                                                          |               |
| 135             | 195           | 4     | ニュース番組争奪戦         | Local News Legends                                                      |               |
|                 | 196–197       | 5–6   |                            | The Dome Experiment                                                     |               |
| 136             | 198           | 7     | 最高の誕生日プレゼント     | Birthday Gift                                                           |               |
| 137             | 199           | 8     | ネコ動画の秘密             | Cat Videos                                                              |               |
| 138             | 200           | 9     | カミナリに打たれて         | Struck by Lightning                                                     |               |
|                 | 201–202       | 10–11 |                            | Terror Tales of the Park V (Mr. Boss Man/WerePops/Going Up/Chocolatude) |               |
| 139             | 203           | 12    | パーティ―・ホースふたたび! | The Return of Party Horse                                               |               |
| 140             | 204           | 13    | 眠りのサイクル             | Sleep Cycle                                                             |               |
| 141             | 205           | 14    | 友達?恋人?                 | Just Friends                                                            |               |
| 144             | 206           | 15    | ベンソンのこぶた           | Benson's Pig                                                            |               |
| 142             | 207           | 16    | アイリーンの人生計画       | The Eileen Plan                                                         |               |
| 195             | 208           | 17    | 冒険に出かけよう           | Hello China                                                             |               |
| 147             | 209           | 18    | サプライズはハチャメチャに | Crazy Fake Plan                                                         |               |
| 145             | 210           | 19    | あの賞を狙え!              | Win That Prize                                                          |               |
| 143             | 211           | 20    | 恐怖のスノー・チュービング | Snow Tubing                                                             |               |
| 148             | 212           | 21    | 対決!チリコンテスト        | Chili Cook Off                                                          |               |
| 149             | 213           | 22    | ドーナツ工場の休日         | Donut Factory Holiday                                                   |               |
| 146             | 214           | 23    | 体育教師ジョブロンスキー   | Gymblonski                                                              |               |
| 150             | 215           | 24    | 男子会パート2              | Guys Night 2                                                            |               |
| 196             | 216           | 25    | 消えたゲーリー             | Gary's Synthesizer                                                      |               |
| 198             | 217           | 26    | さよならトランピー         | California King                                                         |               |
| 199             | 218           | 27    | 頭脳派マッスルマン         | Cube Bros                                                               |               |
| 200             | 219           | 28    | 責任のある仕事             | Maellard's Package                                                      |               |
| 197             | 220           | 29    | 頑固親父の愛車とプロム     | Rigby Goes to the Prom                                                  |               |
|                 | 221           | 30    |                            | The Button                                                              |               |
|                 | 222           | 31    |                            | Favorite Shirt                                                          |               |
|                 | 223           | 32    |                            | Marvolo the Wizard                                                      |               |
|                 | 224           | 33    |                            | Pops' Favorite Planet                                                   |               |
|                 | 225           | 34    |                            | Pam I Am                                                                |               |
|                 | 226           | 35    |                            | Lame Lockdown                                                           |               |
|                 | 227           | 36    |                            | VIP Members Only                                                        |               |
|                 | 228           | 37    |                            | Deez Keys                                                               |               |
|                 | 229–230       | 38–39 |                            | Rigby's Graduation Day Special                                          |               |

### 第8シーズン（2016年 - 2017年）
| 話数 （日通算） | 話数 （通算） | 話数  | サブタイトル | 原題                                                                           | 脚本&絵コンテ |
| --------------- | ------------- | ----- | ------------ | ------------------------------------------------------------------------------ | ------------- |
|                 | 231           | 1     |              | One Space Day at a Time                                                        |               |
|                 | 232           | 2     |              | Cool Bro Bots                                                                  |               |
|                 | 233           | 3     |              | Welcome to Space                                                               |               |
|                 | 234           | 4     |              | Space Creds                                                                    |               |
|                 | 235           | 5     |              | Lost and Found                                                                 |               |
|                 | 236           | 6     |              | Ugly Moons                                                                     |               |
|                 | 237           | 7     |              | The Dream Warrior                                                              |               |
|                 | 238           | 8     |              | The Brain of Evil                                                              |               |
|                 | 239           | 9     |              | Fries Night                                                                    |               |
|                 | 240           | 10    |              | Spacey McSpaceTree                                                             |               |
|                 | 241           | 11    |              | Can You Ear Me Now?                                                            |               |
|                 | 242           | 12    |              | Stuck in an Elevator                                                           |               |
|                 | 243           | 13    |              | The Space Race                                                                 |               |
|                 | 244           | 14    |              | Operation Hear No Evil                                                         |               |
|                 | 245           | 15    |              | Space Escape                                                                   |               |
|                 | 246           | 16    |              | New Beds                                                                       |               |
|                 | 247           | 17    |              | Mordeby and Rigbecai                                                           |               |
|                 | 248           | 18    |              | Alpha Dome                                                                     |               |
|                 | 249–250       | 19–20 |              | Terror Tales of the Park VI (Fear Planet/King-Sized Candy Bars/Alien Roommate) |               |
|                 | 251           | 21    |              | The Ice Tape                                                                   |               |
|                 | 252           | 22    |              | The Key to the Universe                                                        |               |
|                 | 253           | 23    |              | No Train No Gain                                                               |               |
|                 | 254–255       | 24–25 |              | Christmas in Space                                                             |               |
|                 | 256           | 26    |              | Kill 'Em with Kindness                                                         |               |
|                 | 257           | 27    |              | Meet the Seer                                                                  |               |
|                 | 258           | 28    |              | Cheer Up Pops                                                                  |               |
|                 | 259–261       | 29–31 |              | A Regular Show Epic Final Battle                                               |               |

### 映画（2015年）
| 日本語タイトル                             | サブタイトル            |
| ------------------------------------------ | ----------------------- |
| レギュラーSHOW〜コリない2人〜 ザ・ムービー | Regular Show: The Movie |